# Elaphoglossum coriaceum
Elaphoglossum coriaceum är en träjonväxtart som beskrevs av Roland Napoléon Bonaparte. Elaphoglossum coriaceum ingår i släktet Elaphoglossum och familjen Dryopteridaceae. Inga underarter finns listade.